# هدویگنکووگ
هدویگنکووگ (به آلمانی: Hedwigenkoog) یک پولدر و شهر در آلمان است که در دیمارشن واقع شده‌است. هدویگنکووگ ۲۸۰ نفر جمعیت دارد.